# Enzo Escobar
Enzo Sergio Escobar Olivares (* 10. November 1951 in Limache) ist ein ehemaliger chilenischer Fußballspieler. Auf Vereinsebene unter anderem für Unión Española und CD Cobreloa aktiv, nahm er mit der Nationalmannschaft seines Heimatlandes an der Fußball-Weltmeisterschaft 1982 in Spanien teil.

## Karriere

### Vereinskarriere
Enzo Escobar, geboren am 10. November 1951, begann mit dem Fußballspielen beim Verein Everton de Viña del Mar in der gleichnamigen Stadt an der Pazifikküste. Für Everton spielte der Abwehrspieler bis 1975, ehe er nach Santiago de Chile zum Verein Unión Española wechselte. Unión Española war soeben ins Endspiel um die Copa Libertadores eingezogen, musste sich dort allerdings dem argentinischen Vertreter Independiente Avellaneda geschlagen geben. Auch in den folgenden Jahren agierte die Mannschaft weiterhin erfolgreich. So gelang im Jahre 1977 der Gewinn der chilenischen Fußballmeisterschaft, nachdem man in der Primera División den ersten Platz mit zwei Zählern Vorsprung vor Everton de Viña del Mar belegte. Die nun folgende Teilnahme an der Copa Libertadores verlief jedoch mit dem Ausscheiden bereits in der ersten Runde wenig erfolgreich.
Enzo Escobar spielte von 1975 bis 1979 bei Unión Española und brachte es in dieser Zeit auf 117 Ligaspiele für den Verein aus dem Estadio Santa Laura, wobei ihm zehn Torerfolge gelangen. 1979 wechselte er den Verein und spielte fortan für CD Cobreloa, einem erst zwei Jahre zuvor gegründeten Klub aus der Stadt Calama. Im Trikot von CD Cobreloa erlebte Enzo Escobar seine erfolgreichste Zeit als Fußballspieler. Mit dem Verein errang Escobar in der Saison 1980 die erste Meisterschaft überhaupt für den noch jungen Verein. Man hatte den ersten Platz in der Primera División mit drei Punkten Vorsprung auf CF Universidad de Chile belegt. Dadurch war Cobreloa auch für die Copa Libertadores 1981 startberechtigt, wo man sich in der zweiten Gruppenphase vor Nacional Montevideo und Peñarol Montevideo platzierte und sich für das Endspiel gegen den brasilianischen Vertreter Flamengo Rio de Janeiro qualifizierte. Dort unterlag Cobreloa allerdings gegen das Team um Zico und Júnior mit 0:2 nach Entscheidungsspiel, nachdem es nach Hin- und Rückspiel remis gestanden hatte. Auch in der folgenden Ausgabe der Copa Libertadores gelang es CD Cobreloa, das Endspiel zu erreichen, wo diesmal Peñarol Montevideo auf die Mannschaft von Trainer Vicente Cantatore wartete. Nach einem torlosen Remis in Montevideo waren die Vorzeichen für den ersten Erfolg einer chilenischen Mannschaft im Libertadores-Cup eigentlich optimal, doch durch ein Tor von Fernando Morena siegte die uruguayische Mannschaft mit 1:0 im Rückspiel von Santiago de Chile. 
Damit war der Traum von Sieg in der Copa Libertadores für Cobreloa beendet, in den nächsten Jahren schaffte es der Verein nicht noch einmal, ins Endspiel einzuziehen. Stattdessen gelangen während Enzo Escobars Anwesenheit in Calama noch zwei weitere Meisterschaften. In den Jahren 1982 und 1985 stand Cobreloa ganz oben in der Primera División. Enzo Escobar beendete seine fußballerische Laufbahn 1987 im Alter von 36 Jahren als Spieler von CD Cobreloa, ein Jahr bevor der Verein erneut Meister wurde.

### Nationalmannschaft
Zwischen 1976 und 1982 brachte es Enzo Escobar auf insgesamt 25 Einsätze in der chilenischen Fußballnationalmannschaft. Ein Torerfolg gelang ihm hierbei jedoch nicht. Von Nationaltrainer Luis Santibáñez wurde er ins Aufgebot der Südamerikaner für die Fußball-Weltmeisterschaft 1982 in Spanien berufen. Escobar kam bei dem Turnier jedoch nicht zum Einsatz. Für die chilenische Mannschaft verlief diese Weltmeisterschaft desaströs. Ohne einen einzigen Punktgewinn schied man in der Gruppenphase in einer Gruppe mit Deutschland, Österreich und Algerien aus.

## Erfolge
- Chilenische Meisterschaft: 4×

1977 mit Unión Española
1980, 1982 und 1985 mit CD Cobreloa
- Finalteilnehmer der Copa Libertadores: 2×

1981 und 1982 mit CD Cobreloa